# Harry Wyld
Frederick Henry „Harry“ Wyld (* 5. Juni 1900 in Manfield, Nottinghamshire; † 5. April 1976 in Derby, Derbyshire) war ein britischer Radrennfahrer und nationaler Meister im Radsport.

## Sportliche Laufbahn
Wyld war Teilnehmer der Olympischen Sommerspiele 1924 in Paris. Mit dem Radsport hatte er im Alter von 14 Jahren begonnen. Bei den olympischen Wettbewerben im Bahnradsport wurde er beim Sieg von Ko Willems Dritter im Punktefahren. 1928 startete er erneut bei den Olympischen Sommerspielen 1928 in Amsterdam. Mit dem britischen Vierer gewann er gemeinsam mit Lew Wyld, Percy Wyld und Monty Southall die Bronzemedaille in der Mannschaftsverfolgung.
1922 gewann er die nationale Meisterschaft im Punktefahren, 1926 gewann er den Titel über 5 Meilen. 1927 siegte er erneut im Meisterschaftsrennen im Punktefahren. 1928 konnte er fünf Titel bei den Meisterschaften des Verbandes N.C.U. gewinnen. Er siegte auf der Strecke über die Viertelmeile, eine Meile, fünf Meilen und 25 Meilen und gewann mit seinen drei Brüdern Lew, Percy und Ronald auch die Mannschaftsverfolgung. Wyld gewann 1929 seinen vierten 50-Meilen-Titel und verteidigte auch seinen 5-Meilen-Titel. Bei den Straßenradsport-Weltmeisterschaften 1926 kam er auf den 17. Rang. 1929 gewann er den traditionsreichen Muratti Gold Cup auf der Radrennbahn von Manchester.

## Berufliches
Wyld arbeitete zunächst als Bergmann, wurde später Polizist in Derby.

## Familiäres
Seine drei Brüder Lew, Percy und Ronald Wyld waren ebenso wie sein Vater Radrennfahrer.